# Carlos Argueta
Carlos Horacio Argueta Ramos (Santiago de Puringla, La Paz, Honduras, 6 de enero de 1999) es un futbolista hondureño. Juega de lateral derecho y su actual equipo es el Motagua de la Liga Nacional de Honduras.

## Selección nacional
Ha sido internacional con la selección de fútbol de Honduras en una ocasión. 

### Participaciones en eliminatorias mundialistas
| Mundial           | Sede     | Resultado | Partidos | Goles |
| ----------------- | -------- | --------- | -------- | ----- |
| Eliminatoria 2022 | Concacaf | Eliminado | 1        | 0     |

### Participaciones en Juegos Olímpicos
| Juegos Olímpicos | Sede  | Resultado      | Partidos | Goles |
| ---------------- | ----- | -------------- | -------- | ----- |
| Tokio 2020       | Japón | Fase de grupos | 2        | 0     |

## Estadísticas

### Clubes
Actualizado al último partido disputado el 13 de mayo de 2023.
| Club                   | Div.                | Temporada           | Liga  | Liga  | Copa Nacional | Copa Nacional | Copa Internacional | Copa Internacional | Total | Total |
| Club                   | Div.                | Temporada           | Part. | Goles | Part.         | Goles         | Part.              | Goles              | Part. | Goles |
| ---------------------- | ------------------- | ------------------- | ----- | ----- | ------------- | ------------- | ------------------ | ------------------ | ----- | ----- |
| C. D. S. Vida Honduras |                     |                     |       |       |               |               |                    |                    |       |       |
| 1.ª                    | 2019-20             | 12                  | 1     | -     | -             | -             | -                  | 12                 | 1     |       |
| 1.ª                    | 2020-21             | 23                  | 1     | -     | -             | -             | -                  | 23                 | 1     |       |
| 1.ª                    | 2021-22             | 33                  | 0     | -     | -             | -             | -                  | 33                 | 0     |       |
| 1.ª                    | 2022-23             | 19                  | 1     | -     | -             | -             | -                  | 19                 | 1     |       |
| Total                  | Total               | 87                  | 3     | 0     | 0             | 0             | 0                  | 87                 | 3     |       |
| F. C. Motagua Honduras |                     |                     |       |       |               |               |                    |                    |       |       |
| 1.ª                    | 2023-24             | 38                  | 3     | -     | -             | 8             | 0                  | 46                 | 3     |       |
| 1.ª                    | 2024-25             | 24                  | 1     | -     | -             | 1             | -                  | 25                 | 1     |       |
| Total                  | Total               | 62                  | 4     | 0     | 0             | 9             | 0                  | 71                 | 4     |       |
| Total en su carrera    | Total en su carrera | Total en su carrera | 149   | 7     | 0             | 0             | 9                  | 0                  | 158   | 7     |

### Partidos internacionales
| 1. | 30 de marzo de 2022 | Independence Park, Kingston, Jamaica          | Jamaica     | 2–1 | Honduras |  | Eliminatorias Catar 2022 |
| 2. | 26 de marzo de 2024 | Shell Energy Stadium, Houston, Estados Unidos | El Salvador | 1–1 | Honduras |  | Amistoso                 |